# الحصار الإسرائيلي لإيصال المساعدات إلى قطاع غزة
فرض الاحتلال الإسرائيلي حصاراً على قطاع غزة منذ بداية الحرب الإسرائيلية على قطاع غزة منذ أكتوبر 2023،  مما أدى إلى تفاقم الأزمة الإنسانية بشكل غير مسبوق. وقد تصاعدت حدة هذا الحصار بشكل خاص منذ مارس 2025، حيث منعت السلطات الإسرائيلية دخول المساعدات الإنسانية بشكل شبه كامل،  مما تسبب في تدهور الوضع الإنساني وانتشار المجاعة بين السكان المدنيين.  الحصار يشمل منع دخول المواد الأساسية مثل الغذاء، الماء، والدواء، حاولت الأمم المتحدة والمنظمات الإنسانية تنفيذ خطط لإيصال المساعدات، ولكنها تواجه عراقيل كبيرة من السلطات الإسرائيلية، بما في ذلك إجراءات التفتيش المشددة على المعابر الحدودية،  مثل معبر كرم أبو سالم، ومعبر نيتسانا، وميناء أشدود، وعلى الطرق التي تمر بها شاحنات المساعدات. 
يعاني سكان قطاع غزة أزمةً إنسانيةً حادة، وقد حذّرت الأمم المتحدة من خطر وشيك بوقوع مجاعة، جراء نفاد المخزون الغذائي والطبي. وتواترت التقارير عن وفيات بين الأطفال نتيجة نقص التغذية والرعاية الطبية اللازمة. 

## خلفية
تفرض كل من إسرائيل ومصر، منذ عام 2007، حصارًا على قطاع غزة، وذلك في أعقاب سيطرة حركة حماس على إدارة القطاع.  ويُمثل هذا الحصار تشديدًا كبيرًا لسياسات الإغلاق التي كانت إسرائيل قد بدأت بفرضها منذ عام 1991، والتي تحولت إلى إجراء إداري دائم بحلول شهر مارس من عام 1993. وقبل عام 2007 كانت إسرائيل تفرض فترات من "الإغلاق الشامل" أدت إلى خسائر اقتصادية فادحة؛ حيث قدر البنك الدولي أن ما يقرب من 40% من الناتج القومي الإجمالي لقطاع غزة قد تبدد في عام 1996 وحده جراء هذه الإغلاقات. 
وقد اشتدت وطأة الحصار في النصف الأول من عام 2006، ثم تفاقمت بشكل أكبر بعد فوز حركة حماس في الانتخابات التشريعية في مطلع عام 2006 والانقسام الفلسطيني. وعند هذه النقطة، توقفت الحركة التجارية بشكل شبه كامل، واقتصر إدخال البضائع على ما وُصف بـ"الحد الأدنى الإنساني"، حيث لم يُسمح إلا بدخول السلع "الضرورية لبقاء السكان المدنيين" على قيد الحياة.  وقد وصف مسؤولون أمنيون إسرائيليون هذا الإجراء بأنه "قرار سياسي يهدف إلى فصل غزة عن الضفة الغربية"، وبأنه شكل من أشكال "الحرب الاقتصادية".  كما شاركت مصر في تشديد هذا الحصار عبر بناء حاجز تحت الأرض وإحكام سيطرتها على معبر رفح الحدودي، وكان الهدف الرئيسي من ذلك هو القضاء على أنفاق التهريب. وقد دأب العديد من السياسيين الدوليين ومنظمات حقوق الإنسان على وصف الحصار بأنه حوّل قطاع غزة إلى ما يشبه "سجنًا مفتوحًا"، وذلك منذ عام 2005. 
عقب أحداث السابع من أكتوبر 2023، بدأت إسرائيل قصف قطاع غزة واجتياحه، وشهد الحصار تصعيدًا هائلاً، حيث أصبح "أشد من أي وقت مضى" اعتبارًا من 9 أكتوبر 2023،  وقد تم فرض حظر شبه كامل على الواردات، بما في ذلك الغذاء والوقود والأدوية وغيرها من الإمدادات،  وتقدم إسرائيل مجموعة من المبررات العسكرية والسياسية لفرض هذا الحصار، تشمل معاقبة سكان القطاع على انتخابهم لحركة حماس، وإضعاف القدرات العسكرية للمقاومة، ومنع تصنيع الأسلحة، بالإضافة إلى ممارسة الضغط على حماس لإطلاق سراح الرهائن.  كما تتهم إسرائيل حركة حماس بتحويل مسار المساعدات الإنسانية واستغلالها لتمويل أنشطتها العسكرية، وهو ادعاء دأبت الأمم المتحدة على نفيه بشكل مستمر.  وبعد ضغوط دولية مكثفة، سمحت إسرائيل بدخول شاحنات مساعدات إنسانية إلى قطاع غزة من مصر عبر معبر رفح. وفي وقت لاحق، وبعد المزيد من الضغوط، سمحت إسرائيل بدخول شاحنات المساعدات من الأراضي الإسرائيلية عبر معبر كرم أبو سالم. أثار هذا القرار الأخير انتقادات شعبية واسعة النطاق داخل إسرائيل، مما أدى إلى تنظيم حركات مدنية لمنع دخول المساعدات من الأراضي الإسرائيلية. 
ويكشف استعراض السياق التاريخي عن تصعيد تدريجي في السياسات الإسرائيلية، بدءًا من الإغلاقات الأمنية المؤقتة في أوائل التسعينيات، وصولًا إلى فرض نظام مؤسسي من الضغط الاقتصادي بعد عام 2007. ويمثل تشديد الحصار بعد السابع من أكتوبر 2023، والذي اتسم بفرض حظر شبه كامل على الإمدادات الحيوية،  تحولًا حاسمًا في هذه السياسة. فهذا التحول يتجاوز مجرد فرض السيطرة أو ممارسة الضغط الاقتصادي، ليصبح سياسة تصفها المنظمات الإنسانية بشكل صريح بأنها ترقى إلى "تجويع جماعي متعمد"،  و"خنق ممنهج". 

### الأزمة الإنسانية
كجزء من الجهود الرامية إلى ممارسة الضغط على حركة حماس بهدف تفكيك المنظمة وإطلاق سراح ما يقرب من 240 مدنيًا وجنديًا ممن اختطفوا إلى قطاع غزة، شنت إسرائيل حربًا على القطاع وفرضت حصارًا على دخول الإمدادات إليه، مما أدى، وفقًا للأمم المتحدة، إلى أزمة إنسانية. تسبب الحصار والقتال في انخفاض بنسبة 90% في توافر الكهرباء، والتي كانت شركة الكهرباء الإسرائيلية توفر معظمها حتى بداية الحرب. وقد أثر هذا الانخفاض بشكل كبير على إمدادات الكهرباء للمستشفيات، وتسبب في توقف شبكات الصرف الصحي ومرافق تحلية المياه في غزة التي كانت تزود المنطقة بمياه الشرب، مما زاد من انتشار الأمراضواحتمالية تفشي العدوى في جميع أنحاء القطاع.
وبينما ادعت عدة مصادر في إسرائيل عدم وجود أزمة إنسانية في غزة في بداية الحرب، إلا أن الأزمة الإنسانية سرعان ما تفاقمت وتسببت في مجاعة جماعية في قطاع غزة .
في 6 يناير 2024 أعلن مكتب الأمم المتحدة لتنسيق الشؤون الإنسانية أن قطاع غزة قد أصبح مكانًا غير صالح للعيش. وفي 27 فبراير ذكرت الوزارة أن ربع سكان القطاع، أي ما يقرب من 576 ألف شخص، كانوا على شفا مجاعة شديدة. ومع مطلع مارس 2024 قال مسؤولون طبيون في غزة أن أطفالًا لقوا حتفهم بسبب سوء التغذية والجفاف. 

### المساعدات الإنسانية
بعد أسبوعين من بداية الحرب، في 21 أكتوبر، سمحت إسرائيل بدخول حوالي عشرين شاحنة تحمل مساعدات إنسانية إلى قطاع غزة من مصر عبر معبر رفح.
في 31 أكتوبر اتفق الرئيس الأمريكي جو بايدن ورئيس الوزراء الإسرائيلي بنيامين نتنياهو على زيادة عدد الشاحنات التي يمكن أن تدخل قطاع غزة إلى حوالي 100 شاحنة يومياً. ومع ذلك، أقنع نتنياهو بايدن بعدم السماح بشحنات الوقود إلى قطاع غزة بسبب احتمال استخدامها من قبل حماس. وصرح نتنياهو أن "المساعدات الإنسانية لا تخص إسرائيل، بل تخص الكيانات الدولية. إنها مواد غذائية وأدوية يتم فحصها ومراقبتها فعليًا من قبل قوات الأمن الإسرائيلية وتمر عبر مصر. جميع الشحنات مخصصة للمدنيين - وإذا اتضح أن حماس أخذتها، فسيتم إيقافها". 
بدأت عدة دول في عمليات إسقاط جوي لمواد غذائية وأدوية معبأة مسبقًا على ساحل القطاع.  وفي 2 مارس أطلقت الولايات المتحدة عملية لإدخال الغذاء إلى قطاع غزة، حيث ألقت مساعدات إنسانية محمولة جوًا تحتوي على أكثر من 38,000 وجبة بالقرب من قرية المواصي في جنوب قطاع غزة. كما قامت الأردن وفرنسا بإلقاء مواد غذائية مماثلة إلى القطاع. 
ومع ذلك، كانت الكميات التي ألقتها الولايات المتحدة ودول أخرى صغيرة مقارنة بما يحتاجه سكان غزة لتجنب سوء التغذية والجفاف والأمراض. وشرعت الولايات المتحدة في بناء رصيف عائم في غزة، وصلت إليه الإمدادات من ميناء لارنكا في قبرص مباشرة إلى غزة. بدأ الرصيف العائم العمل في 17 مايو،  ونقل 6,206 أطنان من المساعدات الإنسانية حتى نهاية يونيو. تم تفكيك الرصيف لاحقًا جزئيًا بسبب صعوبات التسليم ومشاكل الصيانة، مثل انفصال أجزاء من الميناء وانجرافها نحو شواطئ إسرائيل. 
في سياق آخر، حاول نشطاء إسرائيليون في 21 ديسمبر 2023 إغلاق معبر كرم أبو سالم لمنع دخول المساعدات الإنسانية إلى قطاع غزة.  وفي 9 يناير أوقفت الشرطة عائلات الأسرى أثناء محاولتهم منع المساعدات الإنسانية.  كما وعدت عائلات الأسرى في 19 يناير بـ "إجراءات متطرفة"، بما في ذلك منع المساعدات الإنسانية. 

## الخط الزمني

### يناير 2024
في 24 يناير 2024، بدأت حركة "تساف 9" بفرض حصار على شاحنات المساعدات المتجهة إلى قطاع غزة عند معبر كرم أبو سالم. وقد بررت المجموعة عملها هذا بالاحتجاج على إدخال المساعدات قبل عودة الرهائن الأسرى، مدعين أن حركة حماس تستولي على محتويات الشحنات لاستخدامها من قبل عناصرها في القتال ضد جنود جيش الاحتلال الإسرائيلي.  ونتيجة لهذا الحصار، تمكنت تسع شاحنات مساعدات فقط من أصل ستين من دخول قطاع غزة في اليوم الأول، بعد أن تجاوزت النشطاء قبل الوصول إلى المعبر. 
في 28 يناير، تدخلت قوات الأمن الإسرائيلية لمنع جماعات محتجة من إغلاق معبر كرم أبو سالم، مما سمح لعدد من الشاحنات بالدخول إلى غزة. ومع ذلك، وبعد فترة قصيرة، تجاوز المحتجون الحواجز الأمنية سيرًا على الأقدام، وأغلقوا بقية الشاحنات. تم توجيه الشاحنات بعد ذلك إلى معبر نيتسانا، لكن المحتجين وصلوا إلى هناك أيضًا وأغلقوا الشاحنات.  عقب تجاوز نقاط التفتيش، قرر اللواء قائد المنطقة الجنوبية يرون فنكلمان توسيع المنطقة العسكرية المغلقة لمنع وصول المحتجين إلى معبر كرم أبو سالم. في اليوم التالي،  وعلى الرغم من الخطط العسكرية، حاول المتظاهرون الوصول إلى معبر كرم أبو سالم،  مما أدى إلى اعتقال ثلاثة عشر منهم.  بعد إزالتهم، دخلت 129 شاحنة مساعدات إلى قطاع غزة في ذلك اليوم.  في 30 يناير، أغلق المحتجون معبر نيتسانا بعد المسير إليه سيرًا على الأقدام بسبب وجود حاجز طريق على الطريق السريع 40.  وفي اليوم ذاته، صرح بيني غانتس وغادي أيزنكوت بأنهما يدرسان الحد من المساعدات الإنسانية إلى غزة. 
في 31 يناير وهو اليوم الثامن من الإغلاق، قامت قوات كبيرة من الشرطة برفقة فرسان بمنع ما يقرب من 300 مُحتج دخلوا منطقة المنطقة العسكرية المُغلقة في معبر كرم أبو سالم، وسمحت بمرور شاحنات المُساعدات إلى قطاع غزة أثناء استخدام القوة لصد المُحتجين. وفقًا لبيان صادر عن الشرطة، تم اعتقال ثلاثين متظاهرًا خلال الاحتجاجات. 
وفي اليوم نفسه، قُدم التماس إلى المحكمة العليا ضد قائد المنطقة الجنوبية، زاعمًا أن إعلان معبري كرم أبو سالم ونيتسانا منطقتين عسكريتين مغلقتين قد تم لأسباب غير أمنية، وذلك بهدف منع الاحتجاجات السياسية من قبل المدنيين. بالإضافة إلى ذلك، دعا وزير الأمن القومي إيتمار بن غفير رئيس الوزراء نتنياهو إلى وقف إرسال المساعدات إلى غزة. 

### فبراير 2024
في الأول من فبراير، وبعد الإعلان عن مناطق عسكرية مغلقة حول المعابر المؤدية إلى قطاع غزة، أعلن المتطرفون عن حصار ميناء أسدود، وهو الميناء الذي تصل إليه إمدادات المساعدات للشاحنات التي تنقلها إلى كرم أبو سالم.  وقد شارك عضو الكنيست تسفي سوكوت في حصار الميناء.  وفي 2 فبراير أغلق المتطرفون معبر نيتسانا. 
في 6 فبراير أوقفت الشرطة حافلة تقل حوالي خمسين مُتطرفًا كانوا في طريقهم لإغلاق معبر كرم أبو سالم. صعد ضابط شرطة إلى الحافلة وأمر السائق بالتوجه إلى مركز الشرطة في نتيفوت. وذكرت الشرطة أنه "في إطار نشاط الشرطة لإنفاذ منطقة عسكرية مغلقة، طلبت الشرطة من سائق الحافلة إيقاف رحلته. وبعد أن لم يستجب لندائهم، احتجزوا السائق الذي رفض الكشف عن هويته لهم. وبسبب رفضه المذكور، تم احتجازه في مركز الشرطة من أجل التعرف عليه، وبعد التحقيق معه تم إطلاق سراحه. ولم يتم احتجاز أي من ركاب الحافلة". في ذلك اليوم، منع المتطرفون دخول 130 شاحنة. وفي الليل فُردت الخيام على الطريق لإيقاف الشاحنات التي كانت ستصل عند الفجر. طوال الليلة التالية، نام مئات المتطرفين في خيام بالقرب من معبر كرم أبو سالم، واستمروا في منع دخول الشاحنات. وفي يوم الجمعة الموافق 9 فبراير 2024، وهو اليوم السابع عشر من منع دخول المساعدات، أغلق العشرات من المتطرفين معبر نيتسانا أمام الشاحنات لدخول قطاع غزة، بعد قضاء ساعات في المنطقة خلال الليلة بين الخميس والجمعة. كما أغلق المتطرفون معبر كرم أبو سالم في 12 فبراير. 
في 14 فبراير نشرت حركة "تساف 9" صورًا لسترات وخوذات قالت إنها جزء من الإمدادات. ووفقًا لمنسق العمليات الحكومية، فإن وجود هذه العناصر في شحنات المساعدات الإنسانية لم يكن يتعلق بتهريب المعدات إلى حماس. وبدلًا من ذلك، زُعم أنها نُقلت كمعدات وقاية شخصية قُدمت بناءً على طلب الحركة الدولية للصليب الأحمر والهلال الأحمر حصريًا للفرق الأجنبية.  وفي اليوم نفسه، صرح شخص كان يمنع المساعدات الإنسانية من دخول غزة قائلاً: "لا يمكننا أن نعطيهم أطعمة جيدة". 
أفاد مكتب الأمم المتحدة لتنسيق الشؤون الإنسانية أن عشرين شاحنة مساعدات فقط دخلت غزة في 17 فبراير؛  وفي 18 فبراير لم تدخل أي شاحنات عبر معبر نيتسانا، بينما دخلت 123 شاحنة عبر كرم أبو سالم، أي حوالي نصف الكمية المعتادة، مما يشير إلى انخفاض واضح في المساعدات الإنسانية منذ بداية الشهر، وقد استمرت عمليات منع دخول المساعدات في معبر نيتسانا في 19 فبراير، فيما تم صد ثلاثين متظاهرًا من معبر كرم أبو سالم في 22 فبراير، بينما وصل المئات من المتطرفين في 27 فبراير وأغلقوا مدخل شاحنات المساعدات إلى قطاع غزة عبر معبر نيتسانا. 
أفادت تقارير صدرت في منتصف مارس 2024 بأن ضباط الحدود الإسرائيليين سمحوا للمتطرفين بتعطيل قوافل المساعدات الإنسانية لأسابيع عند معبر كرم أبو سالم، ومع ذلك، أفادت تقارير أواخر فبراير 2024 أنه بسبب الضغوط والإدانات الدولية المتزايدة، تم إنشاء منطقة عسكرية مغلقة حول المعابر الحدودية، كما ورد أن ضباط الجيش والشرطة الإسرائيليين كانوا يبلغون النشطاء والمستوطنين بموقع شاحنات المساعدات الإنسانية. 

### مايو 2024
في أوائل مايو 2024 هاجم مستوطنون إسرائيليون شحنة مساعدات إنسانية كانت متجهة إلى معبر إيرز وفقًا لوزارة الخارجية الأردنية. 
أوقف متظاهرون في 13 مايو 2024 عشرات شاحنات المساعدات المتجهة إلى غزة عند معبر ترقوميا في جبل الخليل. سكب متظاهرون من اليمين المتطرف بعض المساعدات وألقوها من الشاحنات أثناء حصارهم لها، فاعتقلت الشرطة أربعة أشخاص من بينهم قاصر، لكن بعد انسحابها أضرم المتظاهرون النار في شاحنتين للمساعدات.  أعلنت حركة «تساف 9» مسؤوليتها عن الحصار، وتوعدت قائلة: «لن تمرّ أي مساعدات حتى يعود آخر الرهائن». كما استشهدت الحركة باعتراف إسرائيلي مفاده: «إن إعاقة الشاحنات عمل نبيل ومفهوم لأي شخص يتمتع بعقل سليم»، وزعمت أن «المساعدات التي تنقلها دولة إسرائيل تذهب مباشرة إلى أيدي حماس».  أشار عاملون في إيصال المساعدات إلى أن مرافقة جيش الاحتلال الإسرائيلي للقافلة لم تمنع هجوم المستوطنين، إذ سارت القافلة على طريق عسكري خاص لا يمره المدنيون، وهجم عليها ما لا يقل عن أربعمئة مستوطن رَمموا الحجارة وألقوا المساعدات، بينما لم يوفر لهم الجيش أي حماية رغم حضوره ومراقبته للأحداث، إذ كان في خدمة المستوطنين.  كذلك عرض ناشطون مقاطع فيديو على الإنترنت أظهرت المتظاهرين يلقون الإمدادات من الشاحنات على الأرض. 
في اليوم ذاته، اعترض متظاهرون على ملتقى طرق لاترون لمنع مرور المساعدات الإنسانية، فأسفرت المواجهة عن اعتقال أربعة منهم. وانضم رئيس بلدية متسبي ريمون إلى حملة الاعتراض على إيصال المساعدات إلى غزة. 
في 15 مايو، تصدّى عدد من النشطاء لشاحنة ظنّوا أنها متوجهة إلى قطاع غزة، فأضرموا النار في إطاراتها وألقوا الحجارة عليها، ما أدى إلى إصابة سائقها في الرأس ونقله لتلقي العلاج. وكشف التحقيق لاحقًا أن الشاحنة لم تكن تحمل مساعدات إلى القطاع. وردًا على هذه الأفعال، أصدرت حركة «تساف 9» بيانًا أكدت فيه معارضتها للعنف بكل أشكاله والإضرار بأفراد قوات الأمن، مشددة على أنها لا تشجع هذه التصرفات، وأنها «تُبدي استعدادًا متجددًا لمواصلة نشاطها». 
في 17 مايو، حاول نشطاء منع شاحنة أخرى ظنّوا أنها تنقل مساعدات إلى غزة، فألقوا الحجارة على سائقها، الذي حاول الفرار فصدم عددًا من المركبات قبل أن يُوقف ويُهاجم على يد نشطاء اليمين المتطرف بالقرب من مستوطنة كوخاف هشاحر.  وأدان رئيس مجلس ماتي بنيامين الإقليمي، إسرائيل غانتس، هذا العنف، وكذلك حاخام مستوطنة كوخاف هشاحر.
اجتمع العشرات من الإسرائيليين في إفياتار في 19 مايو، فأوقفوا شاحنة فلسطينية ظنّوا أنها تنقل مساعدات إلى قطاع غزة وخربوا معداتها. وفي 20 مايو أعلنت منظمة «لن ننسى» أن مراهقين تابعين لها كانوا المسؤولين الرئيسيين عن تصعيد الاحتجاج واستخدام العنف أثناء منع شاحنات المساعدات، بعد أن تبرأت حركة «تساف 9» من إحراق الشاحنات. وذكرت المنظمة أن نشطاءها حصلوا مسبقًا على معلومات حول مسار قوافل المساعدات من موظفي هيئة المعابر، وكذلك من الجنود ورجال الشرطة. 
في أواخر مايو 2024، نقلت بي بي سي نيوز أنّ نشطاء اليمين المتطرف، بمن فيهم مستوطنون يهود في الضفة الغربية المحتلة، حمّلوا عشرات مقاطع الفيديو التي تظهر حشودًا، من بينهم أطفال صغار جدًا، وهم يرمون الطعام على الأرض ويدوسون صناديق المساعدات المخصصة لغزة. ووصف التقرير مقاطع أخرى بأنها تُظهر نشطاء يوقفون شاحنات في القدس ويطالبون السائقين بإظهار أوراق تثبت أنهم لا ينقلون مساعدات إلى غزة، بينما تبدو وجوههم مكشوفة ويعكس سلوكهم شعورًا مطلقًا بالإفلات من العقاب. وقد حشد نشطاء سلام، من اليهود والعرب، جهودهم لحماية المساعدات، مؤكدين وجود رسائل نصية تظهر طلب بعض مهاجمي المساعدات العون من الشرطة الإسرائيلية والجيش الإسرائيلي وتلقيهم إياه. 

### يونيو 2024
في يونيو 2024، ذكرت جمعية الهلال الأحمر الفلسطيني أن إسرائيل كانت تمنع المساعدات الإنسانية من الدخول عبر معبر رفح، في انتهاك لأوامر محكمة العدل الدولية.  وفي 13 يونيو أبلغ المفوض العام لشرطة إسرائيل يعقوب شبتاي النائب العام في إسرائيل غالي بهاراف ميارا أن وزير الأمن القومي إيتمار بن غفير قد أصدر تعليمات مباشرة لنائب المفوض العام المشرف أوشالوم بيلد، بالامتناع عن توفير الأمن لقوافل المساعدات إلى قطاع غزة. ووفقًا لشبتاي، عندما تناول الموضوع مع بن غفير، هدده الوزير بعد أن رفض الانصياع للتعليمات. 

### أكتوبر 2024
في منتصف أكتوبر، ذكر رئيس وكالة الأمم المتحدة لإغاثة وتشغيل اللاجئين الفلسطينيين أن السلطات الإسرائيلية تمنع وصول البعثات الإنسانية إلى منطقة شمال غزة. لم يرد المسؤولون الإسرائيليون في البداية على هذه التصريحات، لكنهم ادعوا لاحقًا أنهم كانوا يقدمون كميات كبيرة من الإمدادات الإنسانية إلى غزة من خلال عمليات التسليم البري والإنزال الجوي. 
وفي أواخر أكتوبر أقر المشرعون الإسرائيليون قانونين يهددان قدرة الأونروا على تقديم المساعدات الإنسانية. حظر القانون الأول على الأونروا القيام بأي نشاط أو تقديم أي خدمة داخل إسرائيل، بينما قطع الثاني العلاقات الدبلوماسية الإسرائيلية مع الوكالة. 

### فبراير 2025
في خضم اتفاق وقف إطلاق النار في غزة 2025 وتبادل الرهائن، أفاد مسؤولون إسرائيليون أنهم أوقفوا جميع المساعدات من دخول قطاع غزة في محاولة للضغط على حماس لقبول شروط محدثة للمرحلة الثانية من وقف إطلاق النار.  وهدد مكتب نتنياهو بعواقب أخرى إذا لم تقبل حماس الشروط الجديدة، التي تضمنت استمرار إطلاق سراح الرهائن. وبحسب ما ورد، وافق مسؤولو حماس على الشروط لكنهم طالبوا بوقف إطلاق نار دائم وانسحاب قوات الاحتلال الإسرائيلي وإطلاق سراح المزيد من الأسرى الفلسطينيين. 

### مايو 2025
في 21 مايو، حاول أعضاء من حركة "تساف 9" منع المساعدات من الدخول إلى غزة عند معبر كرم أبو سالم. وفي وقت لاحق، ألقت الشرطة الإسرائيلية القبض على محتج لمحاولته إغلاق الطريق، وآخر لعدم امتثاله لتعليمات الشرطة وعرقلة عمل الضباط. 

## التحديات التي تواجه إيصال المساعدات
يواجه إيصال المساعدات الإنسانية إلى قطاع غزة تحديات هائلة ومتعددة الأوجه، تفاقمت بشكل كبير مع تشديد الحصار.

### القيود الإسرائيلية والإجراءات الأمنية
تُفرض قيود إسرائيلية صارمة على حركة البضائع والأشخاص من وإلى غزة منذ عام 1991، وتطورت إلى إجراءات إدارية دائمة بحلول عام 1993.  بعد سيطرة حماس في عام 2007، شددت إسرائيل القيود بشكل أكبر، مما أدى إلى وقف التجارة وتحديد دخول البضائع بـ"الحد الأدنى الإنساني".  وتصف إسرائيل هذه القيود بأنها ضرورية لأسباب أمنية، مدعية منع حماس من الحصول على مواد يمكن استخدامها لأغراض عسكرية أو تحويل المساعدات.  ومع ذلك، تنفي الأمم المتحدة باستمرار أن يكون هناك تحويل كبير للمساعدات. 
تشمل الإجراءات الأمنية الإسرائيلية عمليات تفتيش "شاملة" على جميع المساعدات التي تدخل عبر المعابر مثل معبر كرم أبو سالم.  ومع ذلك، غالبًا ما تؤدي هذه الإجراءات إلى تأخيرات كبيرة وعرقلة وصول المساعدات.  على سبيل المثال، على الرغم من دخول عشرات الشاحنات، لم يتم توزيع الكثير من المساعدات بسبب إجراءات الجيش الإسرائيلي.  في بعض الحالات، لم تسمح السلطات الإسرائيلية لفرق الأمم المتحدة بالوصول إلى المساعدات التي دخلت بالفعل إلى الجانب الغزي من المعبر.  وُصفت العملية الأمنية الجديدة لتخليص المساعدات إلى المستودعات بأنها "طويلة ومعقدة وخطيرة".  كما أن متطلبات جيش الاحتلال الإسرائيلي لعمال الإغاثة بتفريغ وإعادة تحميل الشاحنات تعيق جهود التوزيع. 
تُظهر هذه القيود والإجراءات الأمنية نمطًا من العرقلة المتعمدة للمساعدات الإنسانية. من خلال فرض إجراءات معقدة وتأخيرات غير مبررة، حتى بعد موافقة الشاحنات على الدخول، فإن هذه الإجراءات تتجاوز مجرد التدقيق الأمني. إنها تخلق بيئة يصبح فيها وصول المساعدات غير فعال، مما يقلل من حجم الإمدادات التي تصل بالفعل إلى المحتاجين. هذا النمط من السلوك يشير إلى أن العرقلة ليست مجرد نتيجة ثانوية للعمليات الأمنية، بل هي جزء من استراتيجية أوسع. هذه الاستراتيجية لا تهدف فقط إلى منع وصول المساعدات إلى حماس، بل تهدف أيضًا إلى فرض ضغوط على السكان المدنيين، مما يجعل المساعدات الإنسانية أداة لتحقيق أهداف سياسية وعسكرية.  هذا يثير مخاوف جدية بشأن انتهاك مبادئ القانون الإنساني الدولي، الذي يتطلب تسهيل المساعدات بغض النظر عن الأهداف العسكرية.

### هجمات المستوطنين وعرقلة القوافل
بالإضافة إلى القيود الرسمية، يواجه إيصال المساعدات تحديًا كبيرًا من هجمات المستوطنين الإسرائيليين على قوافل المساعدات المتجهة إلى غزة.  غالبًا ما تظهر لقطات الفيديو الشرطة وهي تقف متفرجة ولا تتدخل بينما يتم نهب الشاحنات وتدمير طرود الطعام.  يزعم النشطاء اليمينيون المتطرفون أنه لا ينبغي أن تصل أي مساعدات إلى غزة ما دامت الرهائن الإسرائيليين محتجزين هناك. وقد حاولت مجموعات مثل "تزاف 9" و"جنود الاحتياط الإسرائيليون - جيل النصر" عرقلة شاحنات المساعدات.  وقد تم فرض عقوبات على "تزاف 9" ومؤسستها ريوت بن حاييم من قبل إدارة بايدن، على الرغم من رفع هذه العقوبات لاحقًا من قبل إدارة ترامب.  كما فرضت المملكة المتحدة عقوبات على أفراد ومواقع استيطانية ومنظمات تدعم العنف ضد المجتمع الفلسطيني، بما في ذلك دانييلا فايس، زعيمة حركة "نحالا" الاستيطانية الراديكالية التي دعت إلى إعادة توطين غزة باليهود. 
وقد وثقت تقارير متعددة حوادث نهب الشاحنات واختطاف السائقين من قبل عصابات مسلحة تستغل الفوضى الأمنية.  وقد أدت هجمات قوات الاحتلال الإسرائيلية على الشرطة الفلسطينية إلى انسحاب جميع رجال القانون من المنطقة، مما أدى إلى غياب القانون والنظام عند نقاط العبور، مما يجعل المساعدات عرضة للخطر بمجرد وصولها إلى الجانب الغزي من الحدود. 
تُظهر هذه الهجمات من قبل المستوطنين، بالإضافة إلى تقاعس الشرطة في كثير من الأحيان،  نمطًا من تطبيع العنف ضد العمليات الإنسانية. عندما يُسمح للمتطرفين بعرقلة وتدمير المساعدات دون عواقب، فإن ذلك يرسل رسالة مفادها أن هذه الأفعال مقبولة ضمنيًا أو حتى مدعومة. هذا يؤدي إلى تفاقم التحديات اللوجستية القائمة ويخلق بيئة خطرة للغاية لعمال الإغاثة، مما يعيق بشكل كبير قدرتهم على العمل بأمان وفعالية. هذا الوضع لا يقتصر على إعاقة وصول المساعدات فحسب، بل يهدد أيضًا المبادئ الأساسية للعمل الإنساني، مما يجعل حماية المدنيين والعاملين في المجال الإنساني أمرًا مستحيلًا في كثير من الأحيان.

## الآثار الاقتصادية للحصار
عانى الاقتصاد في غزة من تدهور شامل، حيث شلّ القطاع الصناعي بسبب قيود استيراد المواد الخام وتصدير المنتجات،  وتضرر القطاع الزراعي بشدة من تدمير الأراضي الزراعية وقيود الصيد البحري. 
يعيش 53% من السكان في حالة فقر، بينما يعاني 68.5% من انعدام الأمن الغذائي، مع تفاقم الفقر بين الشباب بنسبة 57%؛ كما يواجه القطاع أزمة سيولة حادة بسبب القيود الإسرائيلية على حركة الأموال، مما أدى إلى ركود اقتصادي جعل الاقتصاد يعمل بنسبة 16% فقط من طاقته الكاملة؛ ويعتمد أكثر من 62% من السكان على المساعدات الغذائية، مع زيادة هائلة في عدد اللاجئين المحتاجين للمساعدات من 80,000 في عام 2000 إلى 1.1 مليون في عام 2022؛ وقد تعرضت البنية التحتية الاقتصادية، بما في ذلك المصانع والمنشآت التجارية، لتدمير واسع النطاق خلال الهجمات الإسرائيلية المتكررة، بلغت كلفته نحو 7.6 مليار دولار. 

## المجاعة والإبادة الجماعية في غزة

### المجاعة في غزة
تفاقمت الأزمة الإنسانية في قطاع غزة بشكل كارثي جراء الحصار الإسرائيلي المستمر منذ سنوات واشتداده في مارس 2025، مما أدى إلى إعلان القطاع "منطقة مجاعة" بسبب سياسة التجويع الممنهجة التي شملت منع دخول الغذاء والدواء والوقود، وتدمير مصادر الغذاء والمياه، ما أسفر عن توقف المخابز ونفاد الإمدادات الأساسية وتعرض مليوني فلسطيني لخطر المجاعة والعطش، ووفاة عشرات الأطفال جراء الجوع وسوء التغذية، وفقدان السكان لأوزانهم، وتعمّد استهداف الاحتلال للمخابز ومستودعات الأغذية ومحطات تحلية المياه. 

### الإبادة الجماعية
وفقًا لتقارير منظمات حقوقية مثل هيومن رايتس ووتش ومنظمة العفو الدولية، تجاوز الحصار الإسرائيلي المفروض على غزة كونه مجرد عقاب جماعي ليصبح أداة للإبادة الجماعية، وذلك من خلال التدمير الممنهج للبنية التحتية، والتهجير القسري للسكان بهدف حشرهم في مناطق ضيقة وتدمير ما تبقى من مرافقهم، بالإضافة إلى استخدام التجويع كسلاح حرب عبر منع دخول المساعدات الإنسانية عمدًا، وهي أفعال تُعد جميعها جرائم حرب وجرائم ضد الإنسانية بموجب القانون الدولي. 

## الإطار القانوني والالتزامات الدولية
الحصار الإسرائيلي المفروض على غزة، وفقًا لمنظمة العفو الدولية، يُصنف كعقاب جماعي غير قانوني وجريمة حرب، بينما أكدت هيومن رايتس ووتش أن ما يحدث في القطاع يرقى إلى مستوى الإبادة الجماعية، حيث يتم استهداف السكان المدنيين بشكل منهجي عبر التجويع والتدمير، كل ذلك في ظل غياب المساءلة الدولية المستمر، رغم تحذيرات الأمم المتحدة والمنظمات الحقوقية، وتجاهل إسرائيل لواقع الأزمة الإنسانية. 

#### القانون الدولي الإنساني والقانون الدولي لحقوق الإنسان
يحكم النزاع في غزة عدة هيئات من القانون الدولي، بما في ذلك القانون الدولي الإنساني، والقانون الدولي لحقوق الإنسان، والقانون الجنائي الدولي.  يهدف القانون الدولي الإنساني، المعروف أيضًا بقوانين النزاع المسلح، إلى الحد من المعاناة البشرية خلال النزاعات المسلحة. فهو يحمي المدنيين وغير القادرين على القتال، وينظم وسائل وأساليب الحرب، ويفرض التزامات محددة على القوى المحتلة.  وهو ملزم لجميع أطراف النزاع المسلح، بما في ذلك الجماعات المسلحة غير الحكومية. 
تعد اتفاقيات جنيف الأربع لعام 1949 أساسية، وإسرائيل طرف فيها. بالإضافة إلى ذلك، فإن القانون الدولي الإنساني العرفي المستمد من البروتوكولات الإضافية لعام 1977 ملزم لجميع أطراف النزاع المسلح، بما في ذلك حماس، حتى لو لم يكونوا أطرافًا في البروتوكولات.  ويوصف احتلال قطاع غزة باستمرار بأنه نتيجة نزاع مسلح دولي ويخضع للقانون الدولي الإنساني المطبق على الاحتلال الحربي، بالإضافة إلى القانون الدولي لحقوق الإنسان.  عندما يندلع القتال أثناء احتلال طويل الأمد بين القوة المحتلة (دولة) والجماعات المسلحة غير الحكومية، يوصف ذلك عمومًا بأنه نزاع مسلح غير دولي، ويخضع لقواعد محددة تنظم سير الأعمال العدائية.  ينطبق القانون الدولي لحقوق الإنسان في أوقات السلم وأثناء النزاع المسلح. 
تؤكد التقارير باستمرار أن غزة تعتبر أراضي محتلة بموجب القانون الدولي والأمم المتحدة.  هذا التصنيف القانوني بالغ الأهمية لأنه يفرض مجموعة متميزة وصارمة من الالتزامات على إسرائيل بموجب القانون الدولي الإنساني، لا سيما اتفاقية جنيف الرابعة. بصفتها قوة احتلال، تقع على عاتق إسرائيل مسؤولية قانونية أساسية لضمان رفاهية السكان المدنيين الخاضعين لسيطرتها الفعلية، بما في ذلك توفير الإمدادات الأساسية مثل الغذاء والدواء، وتسهيل المساعدات الإنسانية بنشاط.  يتجاوز هذا الالتزام الواجبات العامة للأطراف في نزاع مسلح؛ فهو يضع عبئًا أعلى ومستمرًا على إسرائيل فيما يتعلق ببقاء السكان المدنيين. هذا يعني أن الأسباب التي ذكرتها إسرائيل للحصار، مثل منع وصول المساعدات إلى حماس، لا تعفيها قانونًا من التزاماتها الأساسية كقوة احتلال لضمان بقاء المدنيين وتسهيل المساعدات الإنسانية. يضع الإطار القانوني مسؤولية أساسية على إسرائيل فيما يتعلق بالظروف الإنسانية في غزة، بغض النظر عن تصرفات الأطراف الأخرى. 

#### تحليل الانتهاكات بموجب القانون الدولي
العقاب الجماعي: يُدان الحصار المطول على غزة، لا سيما تشديده الشديد منذ أكتوبر 2023، على نطاق واسع من قبل الهيئات الدولية ومنظمات حقوق الإنسان باعتباره عقابًا جماعيًا، وهو محظور صراحة بموجب المادة 33 من اتفاقية جنيف الرابعة. 
التجويع كأسلوب حرب: تتهم العديد من الهيئات الدولية ومنظمات حقوق الإنسان إسرائيل باستخدام تجويع المدنيين كأسلوب حرب، وهو ما يشكل جريمة حرب.  ويشمل ذلك الحرمان المتعمد للمدنيين من المواد الضرورية لبقائهم على قيد الحياة والعرقلة المنهجية لإمدادات الإغاثة. 
الحرمان من الوصول الإنساني: قامت إسرائيل باستمرار بمنع أو تقييد دخول المساعدات الإنسانية، بما في ذلك الغذاء والماء والوقود والإمدادات الطبية.  هذا ينتهك بشكل مباشر التزامات القانون الدولي الإنساني على الأطراف بالسماح وتسهيل المرور السريع وغير المعوق للإغاثة الإنسانية المحايدة. 
الهجمات على البنية التحتية المدنية والأفراد: توجد هجمات موثقة على المرافق الصحية والمدارس والمنازل، بالإضافة إلى قتل وإصابة العاملين في مجال الصحة والإغاثة.  هذه الإجراءات تشكل انتهاكات جسيمة للقانون الدولي الإنساني وبالتالي جرائم حرب. 
النزوح القسري: أدت أوامر "الإخلاء" الواسعة النطاق وإنشاء "المناطق المحظورة" إلى نزوح السكان قسريًا بشكل متكرر، وهو ما ينتهك القانون الدولي الإنساني إذا لم يكن مؤقتًا وضروريًا لأمن السكان أو لأسباب عسكرية ملحة.  تُرفض مقترحات "الهجرة الطوعية" للفلسطينيين من قبل المجتمع الدولي باعتبارها طردًا جماعيًا غير إنساني وغير قانوني. 
الادعاءات المتسقة والواسعة النطاق بالعقاب الجماعي واستخدام التجويع كأسلوب حرب ليست ادعاءات معزولة.  بل إنها مرتبطة ارتباطًا وثيقًا بالتدمير المنهجي للبنية التحتية الحيوية للبقاء،  والعرقلة المتعمدة للمساعدات.  تشير هيومن رايتس ووتش ومنظمة العفو الدولية صراحة إلى أن هذه الإجراءات، عندما تقترن بالنزوح القسري الجماعي، قد تشكل جرائم ضد الإنسانية (خاصة الإبادة) وأعمال إبادة جماعية.  هذا يشير إلى نمط سلوك يتجاوز جرائم الحرب الفردية إلى جرائم دولية أوسع نطاقًا تتطلب عتبة أعلى من النية. الآثار القانونية وخيمة، وتتجاوز انتهاكات القانون الدولي الإنساني المحددة لتشمل اتهامات محتملة بالإبادة الجماعية، والتي تحمل عبئًا أكبر من الإثبات ولكن أيضًا إدانة دولية أكبر ودعوات للمساءلة.  تمثل هذه الفترة تشديدًا كبيرًا لسياسات الإغلاق الإسرائيلية القائمة منذ عام 1991، والتي تطورت إلى إجراء إداري دائم في مارس 1993. قبل عام 2007، فُرضت فترات "إغلاق شامل" أدت إلى خسائر اقتصادية فادحة، حيث قدر البنك الدولي أن ما يقرب من 40% من الناتج القومي الإجمالي لغزة قد فُقد في عام 1996 وحده بسبب هذه الإغلاقات. 

#### القوانين القانونية الدولية الرئيسية والانتهاكات
| القانون الدولي | الانتهاك                                                  | الوصف / التفسير |
| --- | --------------------------------------------------------- | --- |
| اتفاقية جنيف الرابعة، المادة 33 | العقاب الجماعي                                            | يُحظر صراحةً فرض عقوبات على أشخاص بسبب أفعال لم يرتكبوها شخصيًا. الحصار المطول والواسع النطاق على غزة يؤثر على السكان بأكملهم، مما يجعله عقابًا جماعيًا. |
| القانون الدولي الإنساني العرفي (البروتوكول الإضافي الأول، المادة 54)                                                                     | التجويع كأسلوب حرب                                        | يُحظر تجويع المدنيين كأسلوب حرب. يشمل ذلك مهاجمة أو تدمير أو نقل أو تعطيل الأعيان الضرورية لبقاء السكان المدنيين. |
| اتفاقية جنيف الرابعة، المواد 55، 56، 59 والبروتوكول الإضافي الأول، المادة 70                                                             | الحرمان من الوصول الإنساني                                | تلتزم القوة المحتلة بضمان توفير الإمدادات الأساسية وتسهيل المساعدات الإنسانية السريعة وغير المعوقة. يؤدي منع دخول الغذاء والماء والوقود والإمدادات الطبية إلى انتهاك هذه الالتزامات. |
| اتفاقية جنيف الرابعة، المادة 53 والبروتوكول الإضافي الأول، المادة 52                                                                     | الهجمات على البنية التحتية المدنية                        | يُحظر تدمير الممتلكات المدنية ما لم يكن ضروريًا عسكريًا بشكل مطلق. تشمل الهجمات على المستشفيات والمدارس والمنازل انتهاكات جسيمة. |
| اتفاقية جنيف الرابعة، المادة 49 | النزوح القسري                                             | يُحظر النقل القسري الفردي أو الجماعي للأشخاص المحميين من الأراضي المحتلة. تؤدي أوامر الإخلاء واسعة النطاق دون توفير مناطق آمنة حقيقية إلى نزوح قسري. |
| القانون الجنائي الدولي (نظام روما الأساسي)                                                                                               | جرائم الحرب، الجرائم ضد الإنسانية، أعمال الإبادة الجماعية | يمكن أن تشكل الانتهاكات الجسيمة للقانون الدولي الإنساني، مثل التجويع المتعمد والعقاب الجماعي، جرائم حرب. يمكن أن تصل هذه الأفعال إلى مستوى الجرائم ضد الإنسانية (الإبادة) أو أعمال الإبادة الجماعية إذا كانت جزءًا من هجوم واسع النطاق أو منهجي ضد السكان المدنيين بقصد تدميرهم كليًا أو جزئيًا. |
| القانون الدولي لحقوق الإنسان (العهد الدولي الخاص بالحقوق الاقتصادية والاجتماعية والثقافية، العهد الدولي الخاص بالحقوق المدنية والسياسية) | الحق في الحياة، الغذاء، الصحة، التعليم، السكن             | تلتزم الدول بضمان هذه الحقوق. يؤدي الحصار إلى حرمان السكان من هذه الحقوق الأساسية. |

## الاستجابة الدولية والمساءلة
تزايدت الضغوط الدولية على إسرائيل لرفع الحصار وتسهيل وصول المساعدات إلى غزة، مع دعوات متزايدة للمساءلة.

### قرارات الأمم المتحدة والمحاكم الدولية
دعت الجمعية العامة للأمم المتحدة في 27 أكتوبر إلى هدنة إنسانية "فورية ومستدامة" ووقف الأعمال العدائية.  وفي 13 ديسمبر 2023، صوتت الجمعية العامة لصالح مشروع قرار يطالب بوقف فوري لإطلاق النار في القطاع لأسباب إنسانية.  كما أصدر مجلس الأمن الدولي قرارات تطالب بوقف فوري لإطلاق النار وتوسيع نطاق المساعدات.  وقد دعا القرار 2720 منسقًا رفيع المستوى للشؤون الإنسانية وإعادة الإعمار لغزة، وطالب الأطراف بـ"السماح وتسهيل وتمكين" إيصال المساعدات الإنسانية. 
أجرت محكمة العدل الدولية جلسات استماع لتقديم رأي استشاري حول التزامات إسرائيل القانونية بالسماح بالمساعدات للفلسطينيين والتعاون مع وكالات الأمم المتحدة.  وقد أمرت المحكمة إسرائيل في يناير ومارس ويونيو 2024 باتخاذ خطوات فورية للسماح بدخول المساعدات دون قيود.  ومع ذلك تشير التقارير إلى أن إسرائيل تجاهلت هذه الأوامر الملزمة. 
تُظهر هذه القرارات والأوامر القانونية إجماعًا دوليًا واسعًا على ضرورة وصول المساعدات ووقف الأعمال العدائية. ومع ذلك، فإن الفجوة بين هذه المطالبات والواقع على الأرض تثير تساؤلات حول فعالية المؤسسات الدولية. استمرار إسرائيل في عرقلة المساعدات وتجاهل الأوامر الملزمة للمحكمة يشير إلى تحدٍ مباشر للقانون الدولي. هذا الوضع لا يهدد فقط حياة المدنيين في غزة، بل يقوض أيضًا مصداقية النظام القانوني الدولي وقدرته على فرض العدالة في النزاعات. 

### ردود الفعل الدبلوماسية والدولية
أدانت عدة دول ومنظمات دولية الحصار الإسرائيلي المفروض على غزة، ووصفت قطع المياه والكهرباء والغذاء عن المدنيين بأنه انتهاك للقانون الدولي. ومن بين هذه الدول الاتحاد الأوروبي، والمملكة المتحدة، وفرنسا، وكندا، إلى جانب دول عربية مثل مصر والسعودية والأردن. 
طالبت هذه الدول، إلى جانب منظمات دولية، بالسماح الفوري وغير المشروط بدخول المساعدات الإنسانية.  كما هددت المملكة المتحدة وفرنسا وكندا باتخاذ "إجراءات ملموسة" ضد إسرائيل، تشمل فرض عقوبات، في حال استمرار العمليات العسكرية ومنع وصول المساعدات.  وفي خطوة عملية، علّقت المملكة المتحدة محادثات التجارة الحرة مع إسرائيل وفرضت عقوبات على مستوطنين ومنظمات تدعم العنف ضد الفلسطينيين. 
وعلى الرغم من الدعم الأمريكي التقليدي لإسرائيل، شددت الولايات المتحدة على ضرورة السماح بوصول المساعدات.  وأشار وزير الخارجية الأمريكي إلى أن مشاركة بلاده ساهمت في إدخال كميات محدودة من المساعدات إلى غزة.  غير أن مبادرات توزيع المساعدات المدعومة من الولايات المتحدة، مثل "مؤسسة غزة الإنسانية"، قوبلت بالرفض من قبل الأمم المتحدة ومنظمات إنسانية، التي اعتبرتها محاولة لتسييس المساعدات واستخدامها كأداة ضغط. 
من جانبها، وضعت الأمم المتحدة خطة من خمس مراحل لضمان وصول المساعدات، شملت آليات للتحقق والمراقبة لمنع تحويل المساعدات عن مسارها.  وبفعل الضغط الدولي، سمحت إسرائيل بإدخال كميات محدودة من المساعدات، إلا أنها لا تزال غير كافية لتلبية الاحتياجات الإنسانية المتزايدة. 
في 23 مايو 2024، اتخذت منصة فيسبوك إجراءات بإزالة محتوى حركة "تساف 9" بدعوى "الضرر المنظم والترويج للجريمة"، كما منعت إعادة نشر الحساب ومحتوياته. وفي السياق ذاته، علّق إنستغرام نشاط صفحة الحركة. 
لاحقًا، في 14 يونيو 2024، فرضت الحكومة الفيدرالية الأمريكية عقوبات على منظمة "تساف 9"، متهمة أفرادها بمحاولات متكررة لعرقلة إيصال المساعدات إلى غزة باستخدام العنف، خصوصًا على الطرق المؤدية من الأردن إلى غزة عبر الضفة الغربية.  شملت العقوبات تجميد أصول المنظمة داخل الولايات المتحدة ومنع المواطنين الأمريكيين من التعامل معها. كما انتقدت الحكومة الأمريكية الحكومة الإسرائيلية، محمّلة إياها مسؤولية ضمان سلامة قوافل المساعدات.  وفي 11 يوليو، فُرضت عقوبات مالية إضافية على ناشطين بارزين في المنظمة، هما ريوت بن حاييم وأفياد شاريد. 
وفي 14 يوليو، تبنّى الاتحاد الأوروبي إجراءات مماثلة، وفرض عقوبات على خمسة أفراد وثلاث منظمات، من بينها "تساف 9". 
تُظهر الردود الدبلوماسية فجوة واضحة بين التصريحات الدولية والواقع على الأرض؛ فعلى الرغم من الإدانات والتهديدات بالعقوبات، تبقى كمية المساعدات التي تصل إلى غزة "قطرة في محيط" الاحتياجات الإنسانية الهائلة.  وهو ما يعكس محدودية تأثير الضغط الدبلوماسي في إحداث تغيير ملموس. 

### جهود المساءلة والعدالة
تتزايد الدعوات إلى المساءلة عن الانتهاكات. وقد دعت اللجنة الوزارية العربية الإسلامية إلى رفع الحصار فورًا ووقف الحرب.  كما دعت منظمات مثل مجلس شؤون المسلمين العامة الحكومات الدولية إلى فرض عقوبات فورية وتعليق المساعدات العسكرية على إسرائيل، واستعادة الوصول الإنساني غير المقيد. 
تُعد الإجراءات أمام محكمة العدل الدولية خطوة مهمة نحو المساءلة القانونية.  وقد أكدت هيومن رايتس ووتش أن أفعال إسرائيل قد ترقى إلى جرائم حرب وجرائم ضد الإنسانية، بما في ذلك جريمة الإبادة. 

## طالع أيضًا
- نهب المساعدات في معبر كرم أبو سالم